# Гольденблюм, Мориц Арнольдович
Мориц Арнольдович Гольденблюм (1862—1919) — русский дирижёр и музыкальный критик, доктор медицины.

## Биография
Родился 11 июля (23 июля по новому стилю) 1862 года в Одессе в еврейской семье.
Окончив в 1887 году медицинский факультет Дерптского (Юрьевского) университета, Гольденблюм поступил на службу в петербургскую городскую Обуховскую больницу. В 1887—1892 годах работал в Клиническом институте великой княгини Елены Павловны. Был автором ряда научных трудов по медицине.
Затем увлёкся музыкой — в Петербургской консерватории изучал игру на фортепиано и теорию композиции (в классах H. Ф. Соловьёва). В 1883—1888 годах Гольденблюм уже управлял симфоническими концертами в Дерпте, в 1889—1891 годах — организованными им же двумя большими хоровыми концертами. В летние сезоны 1904—1909 годов дирижировал рядом концертов в Павловске. В 1909 году он дирижировал в концертах графа Шереметева, в 1910 году — в концертах Русского музыкального общества.
Кроме чисто музыкальной, Мориц Арнольдович занимался музыкально-критической деятельностью, состоя сотрудником российских газет на русском и немецком языках «Neue Dorptsche Zeitung», «Новости» (1896), «St. Petersburger Herold», музыкальным корреспондентом газеты «Hamburger Fremdenblatt». Использовал псевдонимы Г—н, М.; Г—ъ, М.
Умер 2 декабря 1919 года в Петрограде.

## Публикации
- Поснер, С. Терапия болезней мочеполового аппарата: 10 лекций для врачей и студентов. С 11 рис. в тексте и прил. рецепт. формул /  пер. М. А. Гольденблюм. — СПб.: Изд. журн. «Практ. медицина», 1895. — 96 с.